# JPC
JPC is een afkorting voor Justitieel Pedagogisch Centrum
In de volksmond ook wel genoemd als jeugdgevangenis.
Maar in feite is een JPC anders dan een jeugdgevangenis, omdat er bij een JPC meer individueel wordt  gekeken naar de jongeren.
En er wordt meer gekeken hoe de jongeren geholpen en begeleid kunnen worden.
Er is veel contact tussen de jongeren en de pedagogisch medewerkers.